# عثمان بن أبي العاص
أبو عبد الله عثمان بن أبي العاص بن بشر بن عبد بن دهمان بن عبد الله بن همام بن أبان بن سيار بن مالك بن حطيط بن جشم بن ثقيف الثقفي. (ت 51 هـ) صحابي من أهل الطائف.
وفد على النبي ﷺ في وفد ثقيف وهو ابن سبع وعشرين وهو أصغرهم فأسلم، واستعمله رسول الله ﷺ على الطائف. فلم يزل عليها حياة رسول الله ﷺ وخلافة أبي بكر رضي الله عنه وسنتين من خلافة عمر رضي الله عنه ثم عزله عمر رضي الله عنه وولاه سنة خمس عشرة على عمان والبحرين وسار إلى عمان ووجه أخاه الحكم بن أبي العاص إلى البحرين وسار هو إلى توج ففتحها ومصرها وقتل ملكها شهرك وذلك سنة إحدى وعشرين. واستمر في البحرين إلى أن آلت الخلافة لعثمان بن عفان، فعزله، فسكن البصرة حتى مات بها في خلافة معاوية.
له فتوح وغزوات بالهند وفارس. وفي البصرة موضع يقال له «شط عثمان» منسوب إليه. وهو الذي منع ثقيفا عن الردة: خطبهم فقال: «يا معشر ثقيف كنتم آخر الناس إسلاما فلا تكونوا أولهم ارتدادا.» 
كان ذا مال كثير الصدقة والصلة، يختار العزلة والخلوة، سكن البصرة، وإليه ينسب سوق عثمان، داره دار البيضاء، وله بالبصرة غير دار.
قال مغلطاي بن قليج: «قال ابن سعد: قدم في وفد ثقيف فأسلموا وقاضاهم على القضية وكان عثمان أصغرهم فجاء إلى النبي - ﷺ - قبلهم فأسلم وأقرأه قرآنا، ولزم أُبَي بن كعب، فكان يقرأ فلما أراد الوفد الانصراف قالوا: يا رسول الله، أمر علينا، فأمر عليهم عثمان وقال: «إنه كيّس، وقد أخذ من القرآن صدرا»، فقالوا: لا نغير أميرا أمره رسول الله - ﷺ - فقدم معهم الطائف فكان يصلي بهم ويؤمهم، فلما كان زمن عمر وخط البصرة، أراد أن يستعمل عليها رجلا له عقل وقوام وكفاية فقيل له: عليك بعثمان بن أبي العاص فقال: ذاك أمير أمره رسول الله - ﷺ - فما كنت لأنزعه، فقالوا له: اكتب إليه يستخلف على الطائف، ويقبل إليك قال: أما هذا فنعم، وكتب إليه بذلك واستخلف أخاه الحكم على الطائف، وأقبل إلى عمر فوجهه إلى البصرة فابتنى بها دارا واستخرج منها شط عثمان، الذي ينسب إليه بحذاء الأبله وأرضها، وبقي ولده بها إلى اليوم وشرفوا، وكثرت غلاتهم وأموالهم ولهم عدد كثير وبقية حسنة.»
هو عم الشاعر يزيد بن الحكم الثقفي.